# 남세종 나들목
남세종 나들목(S.Sejong IC)은 세종특별자치시 금남면 두만리, 용담리, 대전광역시 유성구 노은동(출입구)에 걸쳐 있는 서산영덕고속도로의 12번 교차로이다. 나들목 진출입로는 대전광역시 유성구 안산동과 접하고 있다. 당시 충청남도 연기군과 대전광역시 유성구를 잇는 국도 제1호선의 8차선 확장 공사가 공사 도중인 2007년에 계획되면서 계획과는 달리 나들목의 선형을 일부 조정하게 되었으며, 이 때문에 당진 ~ 대전 구간의 고속도로 개통 일정보다 소폭 늦어진 2009년 12월 23일에서야 개통하게 되었다. 대전광역시 유성구 노은동, 세종특별자치시 금남면 등지로 진출할 수 있으며 인근에 국방과학연구소와 대전교통공사 외삼차량사업소가 있다.

## 연혁
- 1997년 6월 2일 : 대전광역시 도시계획시설 교통광장에 노은 나들목을 고시[2]
- 2000년 7월 31일 : 대전광역시 도시계획시설 교통광장에 노은 나들목을 재고시[3]
- 2009년 5월 21일 : 나들목 설계 변경을 위해 대전광역시 대시계획시설 교통광장에 북유성 나들목으로 변경[4]
- 2009년 12월 23일 : 나들목 개통과 함께 북유성 나들목으로 영업 개시[5]
- 2012년 7월 1일 : 세종특별자치시 출범에 따라 남세종 나들목으로 변경

## 명칭 논란
개통 당시의 나들목 명칭은 북유성 나들목이었다. 하지만 실제 나들목의 위치는 충청남도 연기군에 해당하였기 때문에, 2009년 8월 17일에 충청남도의회가 북유성 나들목의 명칭에 남세종을 병기토록 요청하여 수용되었지만, 대전광역시 유성구 관계 주민들의 반발로 인해 다시 북유성 나들목으로 환원 조치되었다. 그러나 2012년 7월 1일에 세종특별자치시 출범에 맞추어 명칭을 남세종 나들목으로 변경하였다. 이에 유성구를 중심으로 대전광역시에서는 반발하였다.

## 구조물 정보
- 위치: 세종특별자치시 금남면 두만리, 용담리
- 영업소: 세종특별자치시 금남면 당진영덕고속도로 85

## 접속하는 도로
- 북유성대로
- 간접 연결 : 국도 제1호선 (반포세종로, 두만 교차로 이용)

## 교통량 정보
| 요금소          | 통행량 (대/일) | 통행량 (대/일) | 통행량 (대/일) | 통행량 (대/일) | 통행량 (대/일) | 통행량 (대/일) | 통행량 (대/일) | 통행량 (대/일) | 통행량 (대/일) | 통행량 (대/일) | 각주   |
| 요금소          | 2007년         | 2008년         | 2009년         | 2010년         | 2011년         | 2012년         | 2013년         | 2014년         | 2015년         | 2016년         | 각주   |
| --------------- | -------------- | -------------- | -------------- | -------------- | -------------- | -------------- | -------------- | -------------- | -------------- | -------------- | ------ |
| 북유성 (폐쇄식) | 미개통         | 미개통         | 1,005          | 2,071          | 2,644          | 남세종 요금소  | 남세종 요금소  | 남세종 요금소  | 남세종 요금소  | 남세종 요금소  | [ 10 ] |
| 남세종 (폐쇄식) | 미개통         | 미개통         | 북유성 요금소  | 북유성 요금소  | 북유성 요금소  | 3,439          | 4,562          | 5,524          | 6,874          | 6,809          | [ 10 ] |
| 요금소          | 2017년         | 2018년         | 2019년         |                |                |                |                |                |                |                | [ 10 ] |
| 남세종 (폐쇄식) | 7,125          | 7,509          | 8,106          |                |                |                |                |                |                |                | [ 10 ] |